# Ламко, Кулси

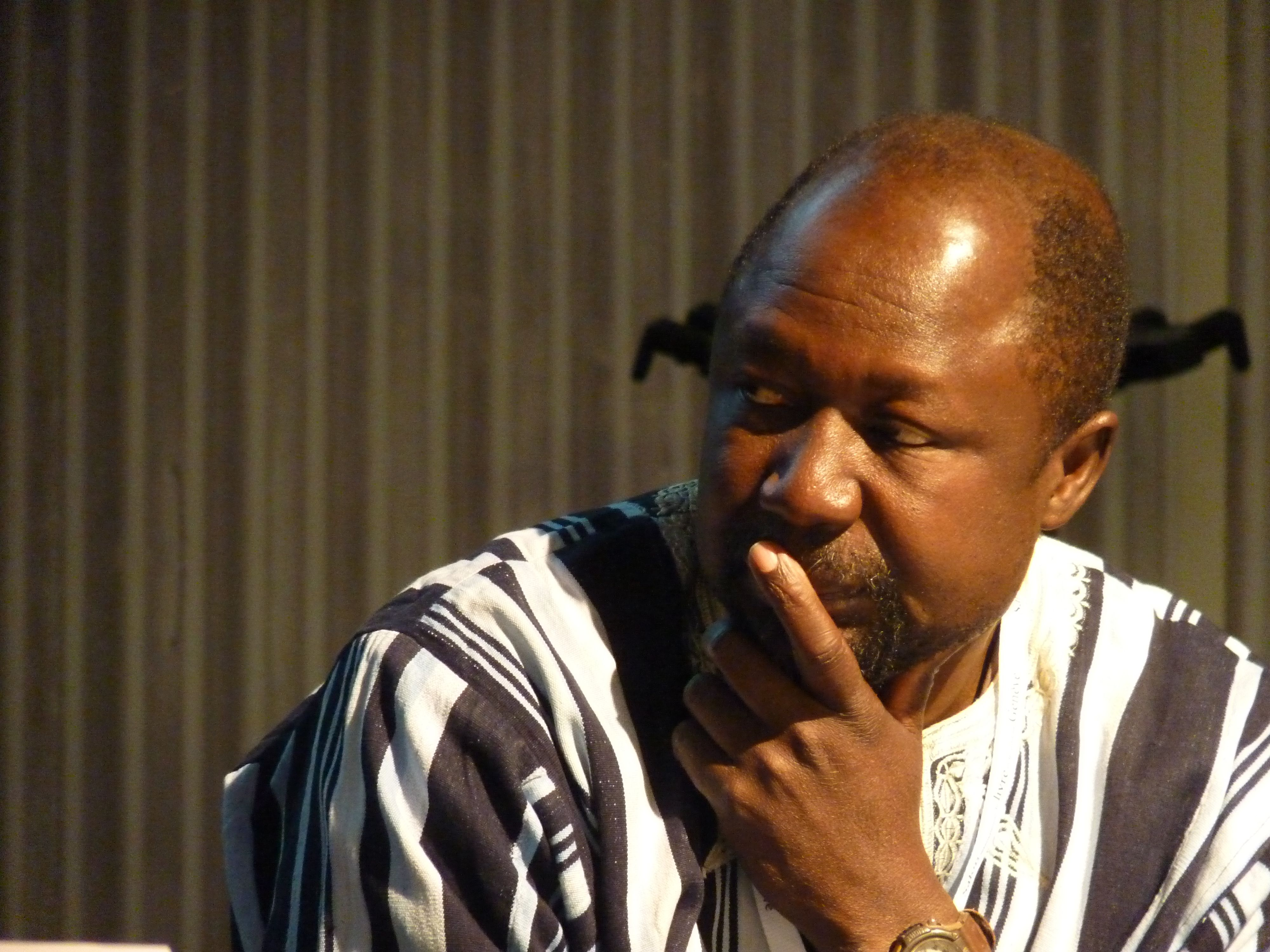
Кулси Ламко на Женевском книжном салоне, 2012

Кулси Ламко (фр.  Koulsy Lamko, 1959, Дадуар) – писатель Чада, пишет на французском языке

## Биография
С началом вооруженных конфликтов в стране, а затем – ввода войск Ливии и других государств в 1979 переехал в Буркина-Фасо,  при поддержке Тома Санкары преподавал в университете, занимался театральной деятельностью. Затем жил в Руанде, Того, Кот-д’Ивуар, Франции, Нидерландах. Наконец, поселился в Мексике, получил мексиканское гражданство.

## Произведения

### Пьесы
- Le camp tend la sébile, 1988, éditions Presses Universitaires de Limoges
- Ndo kela ou l'initiation avortée, 1993, éditions Lansman
- Тихо… так тихо/  Tout bas... si bas, 1995, éditions Lansman
- Словно стрелы/ Comme des flèches, 1996, éditions Lansman
- Le Mot dans la rosée, 1997, Actes Sud
- La Tête sous l'aisselle, 1997, éditions Ligue de l'Enseignement et DGER

### Новеллы
- Взгляд сквозь слезы/ Regards dans une larme, 1990, éditions Mondia-Canada
- Les Repos des masques, 1995, éditions Marval
- Sou, sou, sou, gré, gré, gré, 1995, éditions FOL 87, Limoges
- Aurore, 1997, éditions Le bruit des autres

### Романы
- Мотылек на холмах/ La Phalène des collines, 2000, Centre universitaire des Arts (о геноциде в Руанде)
- Корни Юкки/  Les racines du Yucca, 2011, éditions Philippe Rey

### Стихи
- Изгнание/ Exils, Solignac 1993, Le Bruit des Autres

### Эссе
- Koulsy Lamko sur l'homme exotique , 2009, Le pouvoir de la culture